# Gli angeli dalle mani bendate
Gli angeli dalle mani bendate è un film documentario del 1975 diretto da Oscar Brazzi.

## Trama
Un giornalista sportivo italiano si reca negli Stati Uniti per raccogliere materiale sul mondo della boxe per documentare la corruzione sugli organizzatori di incontri di boxe.